# Улиця
Ули́ця — село в Україні, у Зноб-Новгородській селищній громаді Шосткинського району Сумської області. До 2016 орган місцевого самоврядування — Зноб-Трубчевська сільська рада.
Населення становить 21 осіб.

## Географія
Село Улиця знаходиться на березі річки Уличка (в основному на правому), вище за течією на відстані 3 км розташоване село Білоусівка (ліквідоване в 2000 р.). На відстані 2 км розташовані села Кудоярове і Карпеченкове. До села примикає великий лісовий масив (сосна, береза). За 2 км проходить кордон з Росією.

## Символіка
На гербі зображена дорога (синя з жовтою бруківкою по боках), по боках від якої зображені 4 діжки. Зверху над дорогою зображено долото. Дорога з бочками замість будинків по боках вказує на вулицю і символізує назву села (герб є промовистим). Діжки і долото символізує на основне заняття селян у давнину - виготовлення діжок та інших бондарних виробів. Синій колір дороги вказує на річку Уличку, на берегах якої лежить село.

## Історія
Точний час заснування села невідомий. В ході Генерального слідства про маєтності Ніжинського полку 1729—1730 рр., жителі Улиці казали, що їх село було поселено слободою на землі Трубецької волості, на місці, де «здавна була пустка», з дозволу князя Меньшикова його керуючим Іваном Семеновичем Софоновим.
Якщо це дійсно так, то це сталося в проміжку між 9 липнем 1709 року, коли Ямпільська волость була надана сподвижникові Петра I генерал-фельдмаршалу А. Д. Меншикову, і 15 червнем 1712 року, коли слобідка Улиця вперше згадується в скарзі «пані Васильєвої Кочубеєвої» до гетьмана Скоропадського: "Сафонов самовільно осадив слободу в ґрунті Трубецькому, від ґрунту купленого «у отченників Знобівських».
Незабаром після заснування Улиці її приєднали до Ямпільської волості і до 8 квітня 1728 вона перебувала у володінні князя Меньшикова, а після його заслання за казнокрадство в місто Березів Тобольської губернії була «відписана Його Імператорській Величності».
11 липня 1740 імператриця Анна Іоанівна звеліла організувати в Україні кінний завод і передала йому в повне ведення раніше приналежні князю Меншикову «міста Батурин і Ямпіль, з усіма до нього приналежними містечками, слободами, селами». Серед них, ймовірно, була і Улиця.
Після ліквідації кінного заводу Улиця була повернута її Імператорській Величності і 10 листопада 1764 надана нею разом з іншими населеними пунктами Ямпільської волості у вічне і спадкове володіння відомому дипломату і державному діячу Росії дійсному таємному раднику Івану Івановичу Неплюєву.
У його володінні село перебувало до 11 листопада 1773 р., після чого перейшло у спадок до його молодшого сина — таємного раднику і сенатора Миколи Івановича Неплюєва (12.05.1731 — 24.05.1784), який на момент опису Новгород-Сіверського намісництва (1779—1781 рр.) володів в ній 49 дворами, 50 хатами і одним млином на річці Уличка. На той час в селі проживали 53 обивателя зі своїми сім'ями, які землеробством займалися мало, через нестачу орної землі, а прибуток отримували від виготовлення бочок та бондарних виробів.
Після смерті Миколи Івановича Неплюєва Улицю успадкував його старший син — таємний радник Іван Миколайович Неплюєв (26.03.1750 — 6.07.1823), а від нього вона перейшла до його сина — полковнику Івана Івановича Неплюєва.
21 грудня 1851 р. Іван Іванович подарував Улицю своєї донці Наталії Іванівні Неплюєвій (1826 — 5.08.1856), а від неї вона перейшла у спадок до її чоловіка Карла Людвіговича Шуленбурга та дітям: Івану та Марії.
Напередодні скасування кріпацтва, 1859 року у власницькому селі Новгород-Сіверського повіту Чернігівської губернії мешкало 222 особи (105 чоловічої статі та 117 — жіночої), налічувалось 36 дворових господарств. Більшість з них жили бідно, зазнавали утисків з боку поміщицьких керуючих і навесні-влітку 1859 року виступили проти виконання панської повинності і переселення в інші населені пункти.
За даними на 1893 рік у поселенні Протопопівської волості мешкало 376 осіб (200 чоловічої статі та 176 — жіночої), налічувалось 59 дворових господарства.
Після смерті К. Л. Шуленбурга, його володіння в Улиці успадкував його син Іван Карлович Шуленбург (7.05.1850 — 16.06.1891), а від нього вони перейшли до його другої дружини Єлизавети Дмитрівні Шуленбург (? — 1898) і синові Сергію (20.05.1875 — ?).
Здавна, ще до утворення Новгород-Сіверського намісництва, в Улиці функціонувала православна дерев'ян Михайлівська церква, яка обслуговувала прихожан трьох населених пунктів: Улиці, Білоусівки і Стягайлівки. Однак по весні, коли річка Уличка виходила з берегів, жителі Білоусівки і Стягайлівки не могли її перетнути і були позбавлені можливості потрапити до церкви. З цієї причини на початку 50-х років позаминулого століття церкву перенесли в Білоусівку.
12 червня 2020 року, відповідно до розпорядження Кабінету Міністрів України № 723-р «Про визначення адміністративних центрів та затвердження територій територіальних громад Сумської області», село увійшло до складу Зноб-Новгородської селищної громади.
19 липня 2020 року, в результаті адміністративно-територіальної реформи та ліквідації Середино-Будського району, село увійшло до складу новоутвореного Шосткинського району.

### Російсько-українська війна
22 травня 2022 року за інформацією Генерального штабу ЗСУ російські війська обстріляли населені пункти та інфраструктурні об’єкти в районі села Улиця.
17 грудня 2023 року російські окупанти обстріляли село. Зафіксовано два приходи, ймовірно міномет 120 мм.